# Diorama
|  | Per a altres significats, vegeu «Diorama (desambiguació)». |

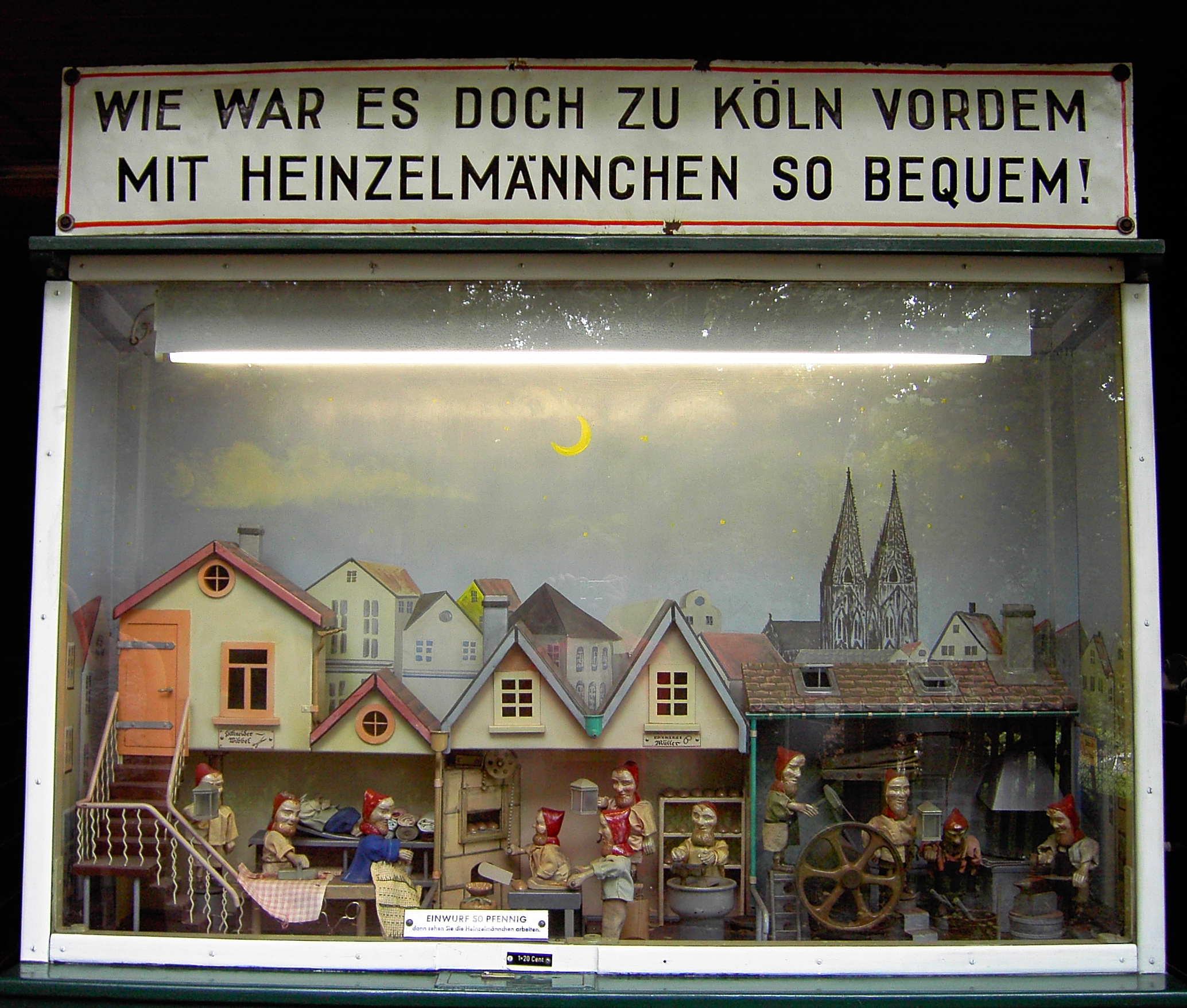
Un diorama alemany amb figures mòbils de follets.

Un diorama és un conjunt de materials o elements en tres dimensions, que conformen una escena de la vida real. Se situen davant d'un fons corbat, pintat de manera tal que simuli un entorn realista i amb els efectes d'il·luminació es completa l'escena. De totes maneres aquest terme ha anat canviant al llarg de la història i entenem per diorama tant els més petits, construïts en caixes de sabates, com els grans diorames que podem veure en els museus d'història natural.
S'hi poden representar animals, plantes, batalles, paisatges, etc. El diorama és un model tridimensional de paisatge que mostra esdeveniments històrics, naturalesa, ciutats, etc. amb finalitats educatives o d'entreteniment. En un principi el diorama intentava representar el moviment absent en els panorames. El terme va ser encunyat per Louis Daguerre el 1822, el mateix any que presentava a París dues obres: La vallée de Sarnen, feta per ell, i La Chapelle de la Trinité dans l'Église de Canterbury, de Charles-Marie Bouton.

## Etimologia
El nom de "diorama" prové de la conjunció de dos termes grecs: el prefix di-, que significa "dia" o "a través", combinada amb la paraula Orama, el significat de la qual és "el que es veu" o "vista". Per tant, la paraula literalment significa "a través del que es veu", i es va encunyar en l'any 1923 per designar un tipus de mecanisme per a visualitzar imatges.

## Història dels diorames
Els primers diorames eren grans murals amb dimensions d'uns 22x14 m de llarg, feien servir pintures opaques o translúcides sobre tela transparent per donar l'efecte de diferents fons i dimensions. L'espectador entrava en una sala fosca, s'asseia davant d'una mena de prosceni, d'uns 7 metres d'amplada per 6 metres d'alçada, i quedava situat de tal manera que només veia la meitat del mural. Després de l'espectacle, que solia durar uns 15 minuts, la sala canviava de posició girant sobre si mateixa per situar l'espectador davant de l'altra meitat del mural per a la següent animació. La gent veia il·luminat el diorama des de davant o darrere, s'utilitzaven diferents intensitats i efectes de llums i colors que imitaven la sortida del sol, la llum de la lluna, el moviment dels núvols o el rastre d'un llampec, per tal de donar en tot moment una sensació realista i de dinamisme. Els espectadors es trobaven amb una posta de sol rogent, la boira dissipada, seguidament unes ombres que es movien davant els ulls de l'espectador per després transformar-se en una nit estrellada amb negres i blaus.

### Impacte i èxit del primer moment
El fet que les pintures es moguessin era tota una novetat,un efecte mai vist fins aleshores i va causar un gran impacte a la primera meitat del segle XIX; per aquesta raó el diorama va triomfar de seguida a París, i ben aviat a tot Europa. Aquest dinamisme i canvis sorprenents era el que feia els diorames interessants, però no tots els que van anar sorgint imitant els de Daguerre aconseguien el mateix efecte. Així, es deia d'un dels primers diorames de Bouton -La Chapelle de la Trinité dans l'Église de Canterbury- que els efectes de la llum eren estàtics, mentre que els de Daguerre eren variables i donaven aquesta sensació de moviment.
Encara que moltes de les pintures imitaven localitzacions i paisatges reals, la versemblança no era el principal objectiu. El que es buscava era que les escenes cobressin vida i fessin la sensació de realitat, en el sentit que semblés que l'espectador estava realment en el lloc que veia.
El 1823, un any després del gran debut del diorama original de Daguerre a París, es va construir un segon edifici per a l'exhibició de diorames: el Regent's Park de Londres, que va adquirir els drets per comprar els murals de Daguerre. Un cop més l'espectacle va causar una gran impressió a Anglaterra i molts artistes, com Clarkson Stanfiels i David Roberts, van aportar la seva visió amb la innovació de diorames en moviment i la introducció progressiva de sons i efectes especials en els espectacles.
Els primers anys Daguerre va tenir molt èxit entre el públic i es creu que això el va ajudar molt econòmicament. De totes maneres la seva popularitat va baixar l'abril de 1830; es va separar de Bouton, que va marxar a Londres, mentre Daguerre continuava a París. En aquell any es van vendre 17 dels 21 diorames que s'havien exposat a París entre 1822 i 1830 al propietari del London Diorama. Al principi, l'acord era vendre’n 12 per 15.000 francs, però la crisi del sector va fer que hagués de rebaixar el preu a la meitat.

### Crisi del diorama
El març del 1832 Daguerre es va declarar en fallida. Els motius d'aquest declivi no són clars, però es creu que va ser degut als efectes d'una epidèmia de còlera a París, que van fer molt difícil als empresaris mantenir l'interès en aquest espectacle; no se'n recuperarien fins tres anys més tard, al 1835.
Amb la depressió econòmica calia buscar noves atraccions. Daguerre va anar incorporant innovacions en els seus diorames, però no sempre amb èxit. Primer va intentar introduir efectes especials, com ara portes que semblava que s'obrien o es tancaven, però no n'hi havia prou per revifar l'interès del públic. Els espectadors comentaven que "aquelles representacions eren una decepció, ja que no aportaven res de nou a la vista de l'espectador". Un altre intent fallit va ser la Vue du Mont Blanc, prise de la Vallée de Chamouny, en què es representava un xalet suís i tot d'elements associats: arbres reals, una cabra de veritat que menjava, i tot acompanyat d'un cor de música tradicional suïssa. Aquests elements introduïts per fer l'espectacle més real no van ser del gust del públic, ja que es perdia la frontera entre la realitat i la ficció; per això Daguerre va renunciar a la utilització d'objectes reals i a partir d'aleshores va sorgir la idea d'un nou diorama: el diorama de doble efecte.

### Diorames de doble efecte
Aquest altre tipus de diorames eren més complexos que els anteriors i es diu que calien entre deu i onze mesos de treball continu per acabar-los. Daguerre i el pintor Sèbron els van començar a produir a partir de 1834.
En aquest nou tipus de representació, es pintava una imatge al davant, i al darrere es col·locava una variant de la mateixa pintura però imitant una escena nocturna. El resultat era una presentació de diverses imatges en una única superfície en què es veia l'alba, un migdia lluminós, el vespre, i fins i tot la mitjanit, tot això utilitzant diferents variacions de llum. El diorama de més èxit en aquesta època va ser la representació d'una escena nocturna, Une Messe de minuit a Saint-Etienne-du-Mont, de 1834, que va ser exhibit tres anys seguits. En iniciar-se la projecció, l'església es veia a la llum del dia, la claror anava baixant d'intensitat fins a arribar a la nit, moment en què les espelmes s'encenien i il·luminaven tota l'escena: els bancs i la gent que resava amb l'acompanyament del so d'un orgue.

### Final del Diorama
Les projeccions dels seus diorames van acabar quan es van veure destruïts per un incendi el 1839. La seva restauració era inútil perquè no aportava cap mena de progrés ni innovació en el sistema. Per aquesta raó el Panorama va experimentar un nou boom entre el 1880 i 1900. Aquest se centrava en la reminiscència de temps històrics gloriosos, cosa més important que la creació artística i la il·lusió. En aquest mateix incendi va poder salvar el seu altre invent, el daguerrotip, i partir d'aleshores es va centrar més en aquest, que va desenvolupar juntament amb Niepce.

## Parts del diorama i construcció
Per la similitud que presenten amb un escenari teatral, però de dimensions més reduïdes, les diverses parts del diorama tenen el mateix nom que en un teatre.

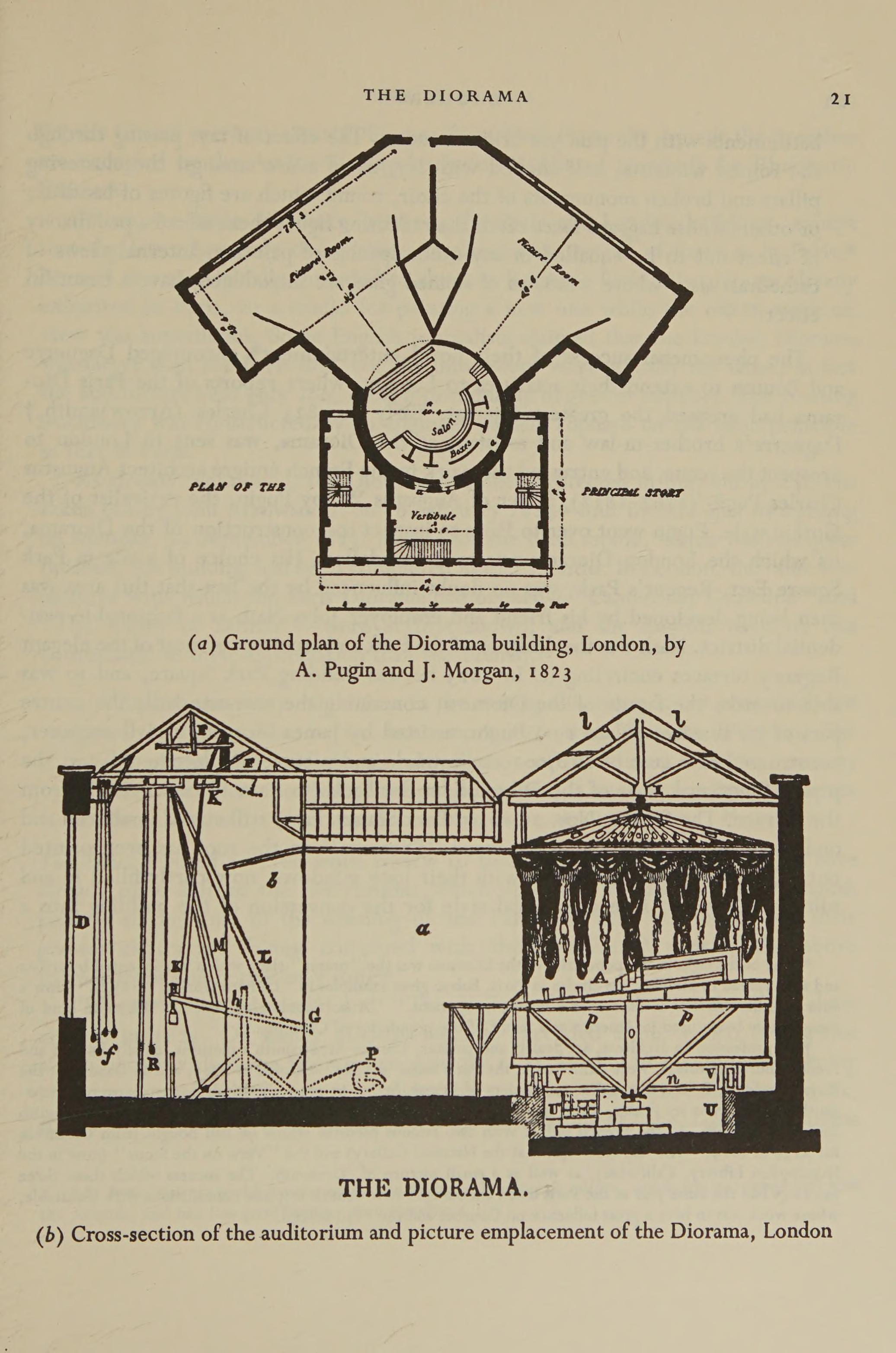
Plànol del diorama de Daguerre de Paris

### El fons
És el dibuix que limita el camp d'acció de l'escena que es representa. Pot estar format per diversos plans que donen idea de profunditat o bé dibuixat en perspectiva, amb la qual cosa s'obté el mateix efecte. Els laterals o bastidors són petits dibuixos que han de cobrir diferents espais en l'escena, i poden ser vegetació, roques, edificis, mobles, etc. Aquests elements ajuden a donar profunditat al diorama, que és un dels seus principals atractius.

### L'escena
Constitueix l'acció o motiu principal del diorama i pot estar constituïda per diferents figures. Les principals conformen l'eix de l'assumpte i poden ser una o diverses. Les secundàries són les que generalment completen l'escena; animals, persones, objectes, mobles i altres. Els diorames poden ser estàtics o dinàmics. En els primers les figures són fixes, mentre que en els segons es pot aconseguir que tinguin cert moviment obtingut per mitjà de fils. També es poden acompanyar d'efectes de llum, fum, so i altres mitjans que facin més real la representació del que s'hi mostra.

### Les figures
Les figures poden ser dibuixades expressament per al diorama o retallades de làmines adequades. Generalment les figures es dibuixen o enganxen sobre el cartró o cartolina, que després es talla,i a les quals se'ls adhereix un “peu” a la part posterior que les sostingui.

### Finalitats didàctiques
Els diorames són excel·lents mitjans d'ensenyament, sobretot perquè poden ser elaborats pels mateixos alumnes en els graus superiors de l'educació primària i en la secundària bàsica, amb escenes que representin moments històrics, processos biològics, mapes geogràfics i altres continguts didàctics. És una forma amena de construir el coneixement i són relativament fàcils d'elaborar.
Les modernes tècniques de tractament computeritzat de la imatge digital permeten avui en dia a la televisió presentar les imatges com si fossin diorames; així, és molt comú veure anuncis de programes, publicitat política, comercial, cartells, etc. presentats d'aquesta forma, ja que ofereixen resultats molt efectistes.

## Tipologia
Els diorames es poden classificar en tres grups:
- Els diorames oberts, que se separen per poder ser observats des de diversos punts de vista.
- Els diorames de caixa, que es construeixen dins d'una caixa, les mides de la qual poden variar; generalment presenten superfícies laterals on es pinta un fons que serveix d'escenari de les figures.
- Els diorames de llibre, que es munten de forma plana, com si fossin les pàgines d'un llibre; un cop obert, mostra les figures que sobresurten del fons i es projecten cap enfora.

## Diorames de l'actualitat
Actualment es continuen realitzant diorames, alguns dels quals es presenten a concursos i exposicions. La modalitat més popular a casa nostra està relacionada amb la tradició pessebrista. El pessebre en forma de diorama sol anar muntat en una caixa amb una obertura frontal -la boca-, des d'on el contempla l'espectador. Són representacions corpòries d'una escena bíblica relacionada amb el cicle de Nadal i solen jugar amb la superposició de plans, la combinació de llums i ombres o les figures de diferents dimensions per donar sensació de profunditat, volum i relleu. Diverses associacions i entitats pessebristes n'organitzen exposicions entorn de les festes de Nadal.

## Diorames en els museus
Un altre ús popularitzat dels diorames és la seva utilitat en els museus com un recurs per presentar al públic representacions realistes d'espais o ambients històrics i geogràfics. Aquests mecanismes permeten reproduir a escala real ecosistemes, éssers humans, plantes, animals o altres aspectes historiogràfics i científics del passat.

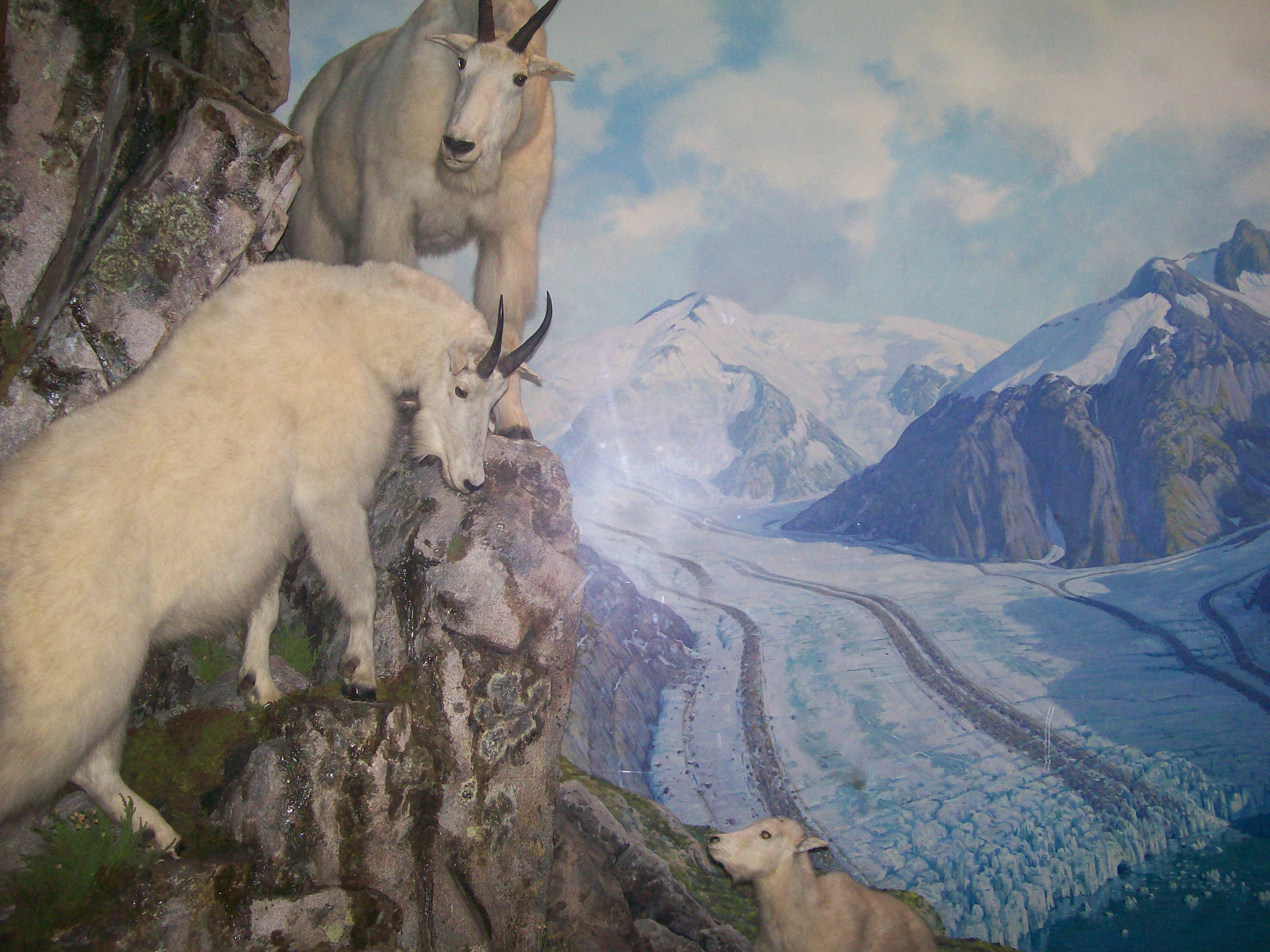
Diorama at the American Museum of Natural History.

Aquesta concepció del diorama com una rèplica d'una escena concreta s'introdueix en els museus d'història a finals del segle xix. Aquests recursos expositius poden observar-se en gran part dels museus moderns d'història natural de l'món. Generalment, es realitzen mitjançant un pla inclinat per reproduir una superfície plana. També inclou un fons pintat amb elements propis de l'escena representada, per al que molts cops utilitzen la falsa perspectiva i tècniques d'il·luminació per reforçar la il·lusió de profunditat espacial pintant objectes a diferents distàncies. Per aquest motiu, les representacions es realitzen més grans quan es troben més a prop del vidre i a escales més petites quan es localitzen més allunyades de l'espectador.
El primer diorama realitzat com una reproducció d'un hàbitat natural data de l'any 1889 i se li atribueix a Carl Akeley, un naturalista, taxidermista, escultor i conservacionista nord-americà. Aquest primer diorama representava una escena tridimensional d'uns castors dissecats amb la intenció de simular el seu hàbitat natural mitjançant un fons pintat realista. Es va exposar al Museu Públic de Milwaukee, on va tenir molt d'èxit. A més d'aquest primer, Carl Akeley va dissenyar per al Museu Americà d'Història Natural de Nova York els primers diorames, amb la finalitat de conscienciar el públic sobre la importància i la urgent necessitat de la conservació dels espais naturals. Altre dels pionera en incorporar diorames en les seves exposicions va ser el Museu Biològic a Estocolm, Suècia, el 1893, a més del Museu Nacional Grigore Antipa de Bucarest, Romania, que posteriorment servirien d'inspiració per als museus més importants de món, com el Gran Museu Oceanogràfic de Berlín.
Posteriorment, aquesta tipologia de diorames sobre la història natural s'han anat desenvolupant i perfeccionant al llarg de segle XX a aquells museus que pretenien canviar la disposició de les seves exposicions basades en mostres de taxidèrmia, o animals dissecats, disposats en vitrines, massa planes i aïllades, que no mostraven cap informació de l'hàbitat de les diferents espècies. Al museu de Nova York, els primers diorames que es van exposar a el públic van rebre el nom de "grups d'hàbitats", i estaven compostos fonamentalment per una gran pintura de fons, animals i altres objectes en primer pla, com ara vegetació i roques. Amb la intenció de fer unes representacions el més realistes possibles, molts artistes, pintors i especialistes van viatjar al lloc concret que es pretenia recrear en el diorama, per tal de realitzar uns primers esbossos d'animals, plantes, arbres i l'espai en general i per a obtenir materials que posteriorment inclourien a l'interior.

### Tipus
En els museus hi ha fonamenalment dos tipus de diorames utilitzats per a la recreació d'hábitats naturals o successos històrics:
- Miniatures: són molt reduïts i solen utilitzar models a escala i paisatgisme per recrear escenes històriques rellevants. Un exemplar de diorama en miniatura es troba al Museu de Ciència i Indústria de Chicago i s'utilitza per a l'exhibició de models de ferrocarrils. Aquest en concret, utilitza una escala de ferrocarrils de 1:87. Un antecessor d'aquesta tipologia de diorama es va crear entre els anys 1830 i 1838 pel general de l'exèrcit britànic William Sibourne. És una representació de la batalla de Waterloo que va tenir lloc en juny de 1815, de 8.33 per 6 metres de llarg, i per al qual es van utilitzar més de 70.000 figures de soldats. Actualment, es troba exposat al Museu de l'Exèrcit Nacional a Londres.
- De mida completa: els més típics es troben en els museus moderns d'història natural. Generalment, el cel i el fons es pinten sobre una superfície corba i contínua, de manera que s'evita la presència de vores o cantonades que puguin distreure a l'espectador de l'escena i la història que es vol transmetre. Són de grans dimensions, normalment estan fets a mida real, i solen anar acompanyats d'una cèdula o d'un àudio que expliquen l'escena i, de vegades, el procés de construcció del mateix diorama.

### Un recurs educatiu
Els diorames, al costat de les maquetes, han constituït dos dels recursos més utilitzats per excel·lència en els museus de ciències naturals com un recurs educatiu. Com a elements tridimensionals expressius i comunicatius, la seva intenció és facilitar la comprensió per part del públic de temes concrets. D'aquesta manera, permeten fer entendre les relacions de significació entre els objectes d'un context específic, a més d'ajudar a l'espectador a ser capaç de representar mentalment aquestes situacions representades.
La forma en què es presenta la informació al diorama té un paper molt important en el procés d'aprenentatge de l'espectador i, al mateix temps, permet despertar la seva curiositat i el seu desig de conèixer. Dos especialistes de l'educació en els museus, Marjorie Schwarzer i Mary JoSutton, destaquen aquest aspecte en el seu estudi The Diorama Dilemma: A Literature Review and Analysis (2009), on aborden la força comunicativa i expositiva del diorama en els museus com un mecanisme interdisciplinari que uneix en una sola representació art, ciències naturals i educació de manera realista. També reivindiquen la importància dels diorames als museus com a part fonamental per evocar sentiments i memòries en els visitants. S'apunta també a l'ajuda que ofereixen en una construcció cultural determinada, ja que no només mostren la relació d'animals amb el seu hàbitat natural, sinó que a més molts diorames intenten reproduir certs escenaris tant culturals com socials.
A aquest paper comunicatiu del diorama se li suma la incorporació d'avenços tecnològics i digitals, com recursos tàctils i interactius, sons, efectes lumínics o la mostració del procés de fabricació del diorama. Unes innovacions que pretenen fomentar la interacció i l'interès del públic amb aquests. En l'actualitat, són molts els diorames que ja incorporen material audiovisual i animacions 3D.

#### Estudis sobre públics
En l'assaig The Diorama Dilemma: A Literature Review and Analysis (2009) s'inclouen alguns casos pràctics i estudis reals per tal de conèixer l'impacte que els diorames poden tenir sobre els visitants. Per a això, van prendre 30 diorames de 17 museus de ciències dels Estats Units, i una selecció de 3.880 persones, entre nens i adults, que pretenia avaluar aspectes com la reacció de l'espectador davant del diorama, el temps que invierteix observant-lo o els records i coneixements que els evoca el diorama. Aquests paràmetres es van tractar de mesurar mitjançant mètodes com l'observació, entrevistes, seguimients i la medició del temps, que permetessin avaluar la importància dels diorames com a recursos educatius, així com fer un mesurament de la percepció i experiència del públic. Alguns dels resultats que van obtenir són els següents: 
- Els diorames atreuen l'atenció dels espectadors en tant que aquests s'aturen amb més freqüència en els diorames que en un altre tipus d'exhibició del museu. Per exemple, en el Museu d'Història Natural Draper, el 97% de 570 persones[15]es va parar a contemplar els diorames per un llarg període.
- Factors estètics i tècnics com la mida, la il·luminació i el color influeixen en la percepció del públic, sent més atractius aquells diorames més extensos, amb una il·luminació intensa i els que contenen colors propis de la natura.
- Els visitants tendeixen a invertir més temps en aquells diorames que descriuen històries, sobretot en aquells en què intervenen animals.
- Les cèdules són rellevants en el procés d'aprenentatge en la mesura que una cèdula escrita de manera directa, concisa y simple convida a la lectura, mentre que el públic tendeix a no llegir aquelles molt llargues.
- En l'àmbit de l'aprenentatge, els diorames reforcen les habilitats d'observació i qüestionament, a més d'augmentar l'entesa dels estudiants sobre els conceptes científics i successos històrics representats.